# 豪華盤カントリー&ウエスタン大全集
『豪華盤カントリー&ウエスタン大全集: テネシー・ワルツからマンダムまで』(ごうかばんカントリーアンドウエスタンだいぜんしゅう テネシー・ワルツからマンダムまで、Golden Country & Western Twin Deluxe: From Tennessee Waltz To Mandom) は、オムニバス・アルバム。1971年に日本ビクター傘下のGREEN CITYレーベルからリリースされた。
小坂一也、ジミー時田、寺本圭一・燿子、坂本孝明、ザ・デリゲーション、杉はじめ、津川順、伊藤照子、黒田美治が参加した。

## 収録曲
Disk 1
- Side 1

1. テネシー・ワルツ - Tennessee Waltz
2. エニー・タイム - Any Time
3. ア・フール・サッチ・アズ・アイ - A Fool Such As I
4. カウ・ライジャ - Kaw-Liga
5. パパとママのワルツ - Mom and Dod's Waltz
6. ジャンバラヤ - Jambalaya

- Side 2

1. ユア・チーティン・ハート - Your Cheatin' Heart
2. サパータイム - Suppertime
3. 北風 - North Wind
4. セブン・ロンリー・デイズ - Seven Lonely Days
5. ディア・ジョン・レター - A Dear John Letter
6. 涙のワルツ - I Went to Your Wedding

Disk 2
- Side 1

1. 愛さずにはいられない - I Can't Stop Loving You
2. リリース・ミー - Release Me
3. 銀の糸と金の針 - Silver Threads and Golden Needles
4. バイ・バイ・ラブ - Bye Bye Love
5. 浮気は止めなよ - He'll Have to Go
6. デトロイト・シティ - Detroit City

- Side 2

1. 想い出のグリーングラス - Green, Green Grass of Home
2. 恋はフェニックス - By the Time I Get to Phoenix
3. ハニー - Honey
4. ウィチタ・ラインマン - Wichita Lineman
5. トライ・ア・リトル・カインドネス - Try a Little Kindness
6. マンダム (男の世界) - Mandom

## パーソネル
小坂一也 (1-1-1, 1-1-4, 1-2-3, 2-1-1)
ジミー時田 (1-1-2, 1-1-5, 1-2-1, 1-2-2)
寺本圭一 (1-1-6, 1-2-5, 2-1-4)
寺本燿子 (1-2-4, 1-2-5, 2-1-4)
坂本孝明 (2-2-3, 2-2-4, 2-2-5)
ザ・デリゲーション (2-2-2)
杉はじめ (2-1-6)
津川順 (2-2-6)
伊藤照子 (1-2-6, 2-1-3)
黒田美治 (1-1-3, 2-1-2, 2-1-5, 2-2-1)